# Station Næstved
Station Næstved is een station in Næstved, Denemarken.
Het station is geopend in 1870.